# Deserto Particular
Deserto Particular és la pel·lícula dramàtica brasilera de 2021 dirigida per Aly Muritiba autor del guió en col·laboració amb Henrique Santos. Protagonitzada per Antonio Saboia i Pedro Fasanaro, la pel·lícula va ser seleccionada per l'Academia Brasileira de Cinema per ser l Representant brasilera als Premis Oscar de 2022 però no fou nominada.
La pel·lícula va ser ben rebuda pels crítics especialitzats, després d'haver rebut una ovació de peu durant 10 minuts a la Mostra de Venècia, on va guanyar el premi del públic a la millor pel·lícula. Al Brasil, fou estrenat per Pandora Filmes als cinemes el 25 de novembre de 2021. Abans del llançament a les sales del país, es va presentar a la Mostra Internacional de Cinema de São Paulo.
El 25 de març de 2022, va entrar al catàleg de HBO Max al Brasil.

## Sinopsi
Daniel (Antonio Saboia) sempre ha estat un policia exemplar, seguint els passos del seu pare. Però un dia, es veu involucrat en un cas de violència que l'acomiada de la corporació. Amb la seva vida capgirada, busca refugi a Internet vinculant-se amb la misteriosa Sara. No obstant això, ella desapareix misteriosament deixant Daniel sense respostes. A la recerca de respostes, abandona Curitiba per Sobradinho a la recerca del seu amor i acaba submergint-se en intensos processos de descoberta i acceptació dels seus propis afectes.

## Reparatiment
- Antonio Saboia com Daniel Moreira
- Pedro Fasanaro com Robson/Sara
- Thomás Aquino com Fernando
- Zezita de Matos com Tereza
- Laila Garin com Juliana
- Cynthia Senek com Débora Moreira
- Sandro Guerra com Pastor Everaldo
- Luthero de Almeida com Everaldo
- Otávio Linhares com Pencai
- Mazé Portugal com Cida
- Flávio Bauraqui com Oswaldo

## Producció
El procés de producció de la pel·lícula es va desenvolupar durant sis anys. La trama va començar a ser elaborada per Henrique dos Santos l'any 2016, quan va participar en un taller de guió promogut per SESI a Curitiba i va prendre un esbós de la història sobre un noi que es va enamorar d'una noia que només coneixia virtualment. Allà es va reunir amb el director Aly Muritiba, que treballava com a consultor de guió al curs. Després de setmanes de classes, va sorgir la idea d'establir una associació entre tots dos per desenvolupar la pel·lícula, trigant uns quants anys més a escriure el guió i després començar la producció i el rodatge.
El rodatge va tenir lloc a les ciutats de Sobradinho i Juazeiro, a Bahia, i també a Curitiba, al Paraná.

## Llançament
L'estrena mundial de Deserto Particular va tenir lloc el 2 de setembre de 2021 a la Mostra Internacional de Cinema de Venècia, que es va projectar a la sessió dels Venice Days. L'estrena al Brasil va tenir lloc per primera vegada a la Mostra Internacional de Cinema de São Paulo. Després es va estrenar a Grècia al Festival Internacional de Cinema de Tessalònica. Es va tornar a mostrar al Brasil al Cine PE, festival de cinema a Recife.
El debut comercial al Brasil va tenir lloc el 25 de novembre de 2021 per Pandora Filmes. El mateix dia es va estrenar a l'Índia durant el Festival Internacional de Cinema de l'Índia. L'1 de febrer de 2022 es va estrenar a Suècia al Festival de Cinema de Göteborg. El 2022, es va llançar comercialment als Estats Units i el Canadà amb distribució per Kino Lorber.

## Recepció

### Crítica
A l'agregador de ressenyes Rotten Tomatoes, que classifica les crítiques només com a positives o negatives, la pel·lícula té una puntuació d'aprovació del 100% calculada a partir dels comentaris de 10 crítiques. En comparació, amb les mateixes opinions calculades mitjançant una mitjana aritmètica ponderada, la nota és de 8/10.
A Papo de Cinema, Bruno Carmelo la va valorar amb 7/10, dient que "el director Aly Muritiba presenta la seva pel·lícula més bella fins ara, no en el sentit d'una bellesa vana, que crida l'atenció sobre ella mateixa i les habilitats del seu creador, sinó d'eleccions estètiques cohesionades i expressives, calibrades a les necessitats de la trama." A Variety, Manuel Betancourt va dir que "aquest drama brasiler és una intervenció benvinguda i segura en els ideals calcificats d'aquell país sobre desig i masculinitat."
Denis Le Senechal Klimiuc va avaluar la pel·lícula amb una nota de 9.5/10 a Cinema com Rapadura dient que "molt més que discutir els temes superflus d'una relació, la pel·lícula qüestiona el significat físic i espiritual del qual és l'amor., i la trobada entre dues ànimes que les fan més denses i, per tant, més madures." A Omelete, Marcelo Hessel la va puntuar amb un 4 sobre 5 (genial) i va dir que "Deserto Particular prioritza l'empatia i intenta reparar un Brasil trencat".
Isabela Boscov va dir que el Brasil "mai no ha enviat un candidat tan interessant i bonic als Oscars com aquesta pel·lícula".

### Escollida pels Oscars
Després de l'anunci de la selecció de la pel·lícula per als Oscars 2022, que es va anunciar el 14 d'octubre, Waldemar Dalenogare Neto va dir que recolzarà la pel·lícula, però va criticar a Twitter la manera de que es va fer l'elecció, amb tres setmanes de retard i una extensa llista de títols comentats a darrera hora, que perjudicava la campanya. de la pel·lícula als Estats Units.
Més tard, es va anunciar que el director i l'equip de la pel·lícula estaven als Estats Units per presentar el llargmetratge en festivals de cinema i sessions especials. El 7 de desembre de 2021, Kino Lorber va anunciar l'adquisició dels drets de distribució de la pel·lícula pel Canadà i els Estats Units.
El 9 de desembre, Dalenogare va publicar una crítica de vídeo que puntuava la pel·lícula amb un 8/10 i va dir que dels 12 títols que va veure de la temporada que van ser preseleccionats per representar el Brasil als Oscars, Deserto Particular va ser el millor. Encara en el crític, va assenyalar el fet que abans havia enviat a l'Acadèmia Brasilera de Cinema un e-mail demanant-li que triés la pel·lícula per representar el país abans dels Oscars, perquè els nominats necessiten, a més de qualitat, molta campanya als Estats Units, i Brasil va ser un dels últims a enviar el títol escollit. Però no hi va haver resposta i el Brasil va perdre temps a causa de les tres setmanes que l'acadèmia brasilera reserva només per omplir un formulari d'inscripció.
El 21 de desembre de 2021, el mateix dia que es va anunciar que Deserto Particular estava fora dels Oscars, el director Aly Muritiba va comentar a Twitter sobre l'experiència de la campanya de la pel·lícula als Estats Units: "Una de les coses que vaig aprendre és que es tracta de cinema, sí, però no sols això, de fet, molt menys. Es tracta de planificació, termini, suport, diners. No n'hi ha prou amb tenir una bona pel·lícula". Aly Muritiba també va esmentar a la seva sèrie de tuits els milions de dòlars que Corea del Sud va gastar per promocionar Gisaengchung (que va guanyar un Oscar el 2020) i va demanar que ANCINE pensi en "crear una línia de finançament per finançar campanyes per a les properes pel·lícules escollides per la cursa" per no "enganyar-se".
Quan va col·locar i comentar la pel·lícula a la seva llista de favorites del 2021 a YouTube, Isabela Boscov va dir que la pel·lícula no va entrar a la llista definitiva dels Oscar per manca de campanya, "però no saben el qur es van perdre". En el mateix vídeo, Boscov va esmentar l'esnob de First Cow als Oscars: "és una prova més que l'Acadèmia (que organitza els Oscars) no pot veure res que no s'hi hagi posat al nas (amb la campanya)."

### Premis i nominacions
| Any  | Certamen                                      | Categoria                              | Nominacions                        | Resultat  | Ref.   |
| ---- | --------------------------------------------- | -------------------------------------- | ---------------------------------- | --------- | ------ |
| 2021 | 78a Mostra Internacional de Cinema de Venècia | Graffetta d'Oro a la millor pel·lícula | Aly Muritiba                       | Guanyador | [ 26 ] |
| 2021 | 78a Mostra Internacional de Cinema de Venècia | BNL People's Choice Award              | Aly Muritiba                       | Nominat   | [ 26 ] |
| 2021 | 78a Mostra Internacional de Cinema de Venècia | Premi Giornate degli Autori            | Aly Muritiba                       | Nominat   | [ 26 ] |
| 2021 | 78a Mostra Internacional de Cinema de Venècia | Queer Lion                             | Aly Muritiba                       | Nominat   | [ 26 ] |
| 2021 | Festival de Cinema Iberoamericà de Huelva     | Millor pel·lícula                      | Aly Muritiba                       | Guanyador | [ 27 ] |
| 2021 | Cine PE - Festival do Audiovisual             | Millor pel·lícula                      | Aly Muritiba                       | Guanyador | [ 13 ] |
| 2021 | Cine PE - Festival do Audiovisual             | Millor pel·lícula de la crítica        | Aly Muritiba                       | Guanyador | [ 13 ] |
| 2021 | Cine PE - Festival do Audiovisual             | Millor Actor                           | Antonio Saboia                     | Guanyador | [ 13 ] |
| 2021 | Cine PE - Festival do Audiovisual             | Millor Actor                           | Pedro Fasanaro                     | Guanyador | [ 13 ] |
| 2021 | Cine PE - Festival do Audiovisual             | Millor Actriu secundària               | Zezita de Matos                    | Guanyador | [ 13 ] |
| 2021 | Cine PE - Festival do Audiovisual             | Millor actor secundari                 | Luthero Almeida                    | Guanyador | [ 13 ] |
| 2021 | Cine PE - Festival do Audiovisual             | Millor banda sonora                    | Felipe Ayres                       | Guanyador | [ 13 ] |
| 2021 | Merlinka Festival                             | Millor pel·lícula                      | Aly Muritiba                       | Guanyador |        |
| 2022 | Festival Sesc Melhores Filmes                 | Millor pel·lícula nacional Nacional    | Aly Muritiba                       | Pendent   | [ 28 ] |
| 2022 | Festival Sesc Melhores Filmes                 | Millor direcció de pel·lícula Nacional | Aly Muritiba                       | Pendent   | [ 28 ] |
| 2022 | Festival Sesc Melhores Filmes                 | Millor guió                            | Aly Muritiba i Henrique dos Santos | Pendent   | [ 28 ] |
| 2022 | Festival Sesc Melhores Filmes                 | Millor Actor Nacional                  | Antonio Saboia                     | Pendent   | [ 28 ] |
| 2022 | Festival Sesc Melhores Filmes                 | Millor Actor Nacional                  | Pedro Fasanaro                     | Pendent   | [ 28 ] |
| 2022 | Festival Sesc Melhores Filmes                 | Millor Actor Nacional                  | Thomás Aquino                      | Pendent   | [ 28 ] |
| 2022 | Festival Sesc Melhores Filmes                 | Millor Fotografia                      | Luis Armando Arteaga               | Pendent   | [ 28 ] |